# 缅甸米线
米线（發音：[míʃè]）是缅甸菜里的一道面食。起源自云南米线，经缅甸东部地区的掸族人本土化后，成为一道风靡全缅的掸族美食，许多人选择它作为早餐、早午餐和简餐。掸菜的连锁餐厅在仰光很受欢迎，米线是顾客的首选。
缅甸米线在各地有不同的种类，但主要以如下种类的米线为主：
- 抹谷米线：通常混有用洋葱烹调的肉酱。

- 曼德勒米线：酱汁相较于抹谷米线浓稠。

- 砂锅米线：纯正云南米线，砂锅内有较多的蔬菜和汤汁。

## 图集

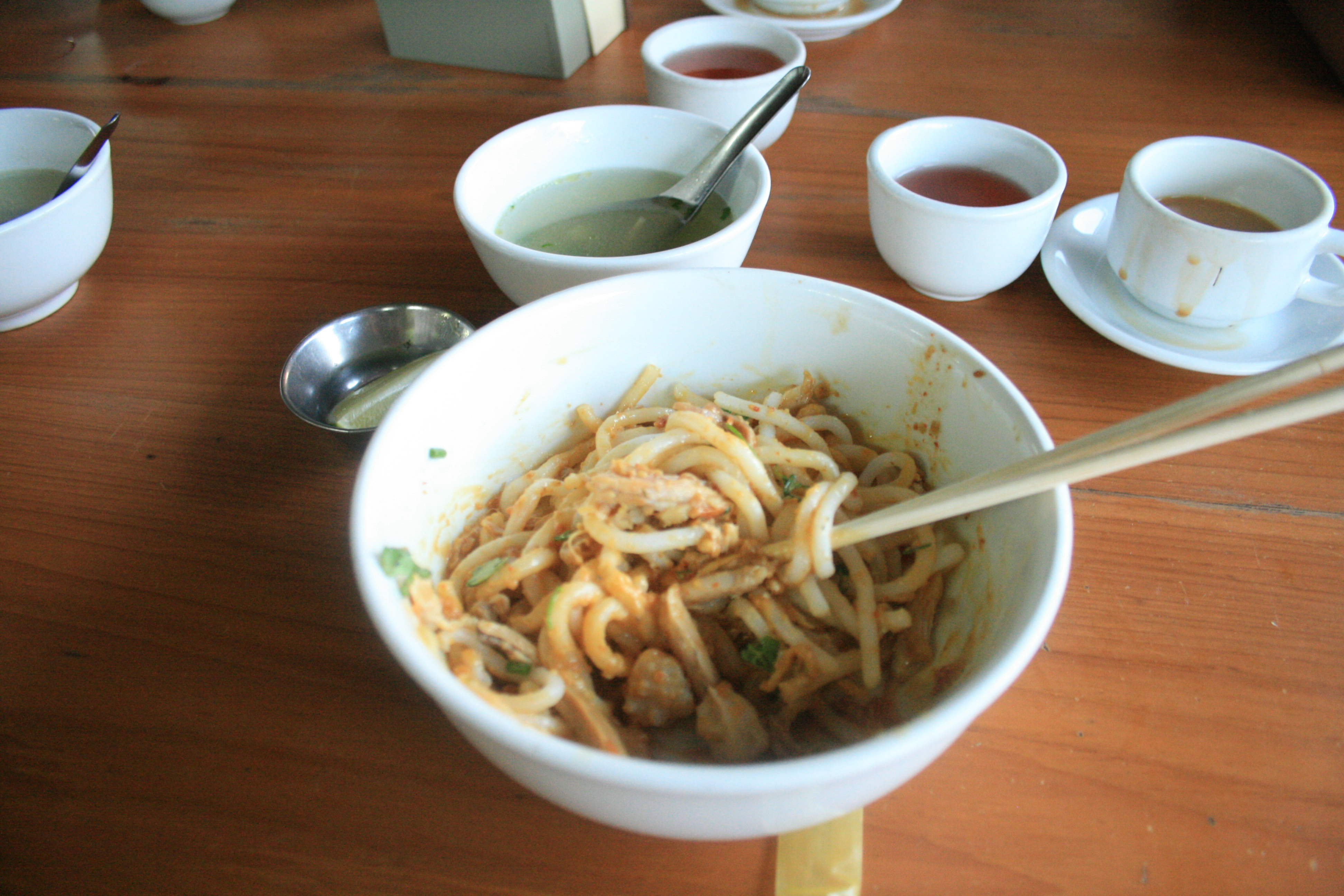
曼德勒米线
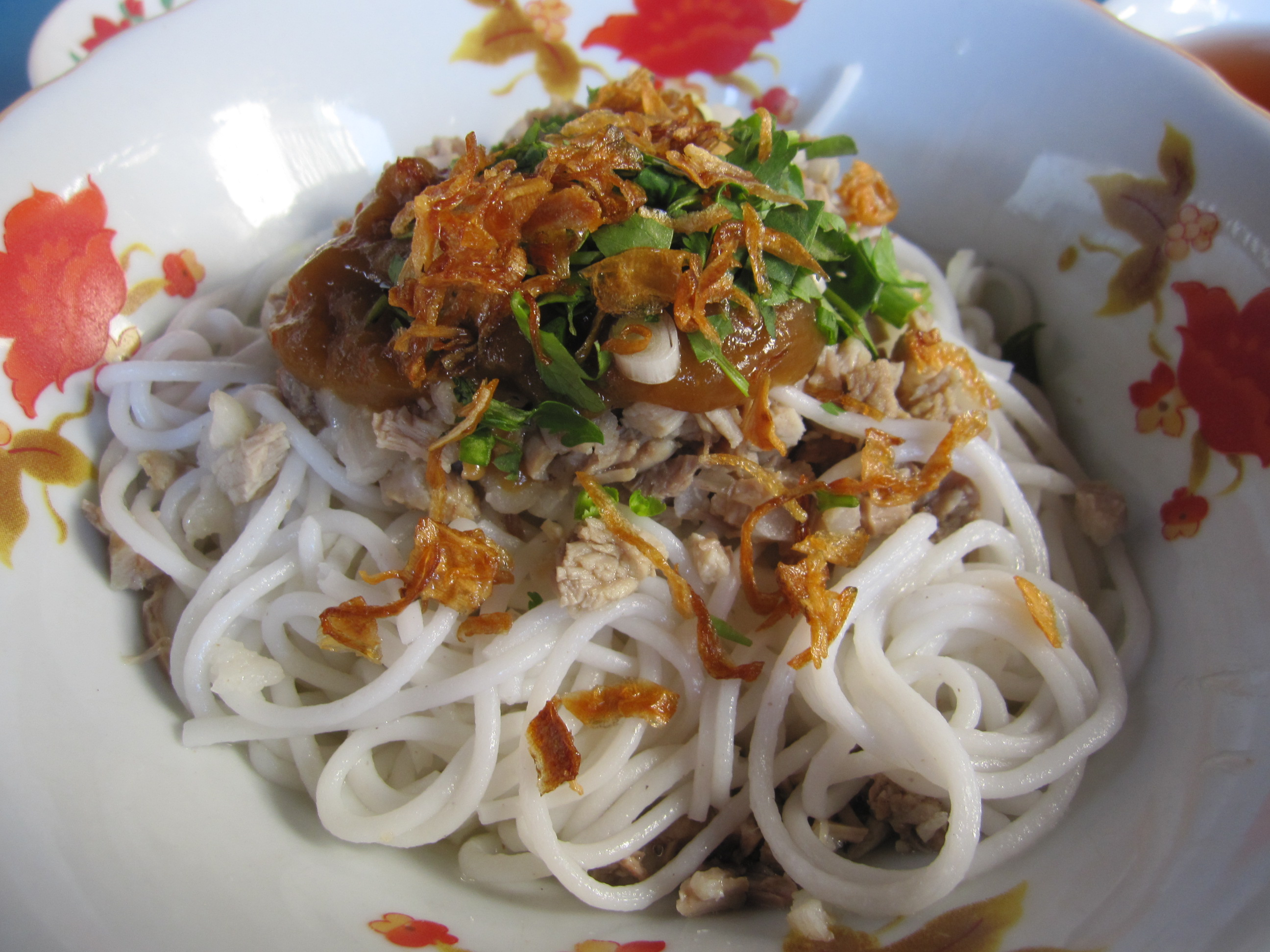
抹谷米线